# 원나잇 (드라마)
《원나잇》은 2020년 12월 24일에 방영한 《KBS 드라마 스페셜 2020》 시리즈 마지막인 열 번째 작품이다.

## 등장 인물

### 주요 인물
- 김성철 : 이동식(29세) 역 - 욕정이 사그러진 공시생. 경찰공무원 준비만 6년 차
- 김미수 : 조주영(29세) 역 - 욕망을 불태워보고픈 공시생
- 장성범 : 남기준(29세) 역 - 영혼을 저당 잡힌 알바생
- 조희봉 : 황금성(50세) 역 - 아모르 비즈니스 클럽 사장

### 그 외 인물
- 강형석
- 박강섭
- 심재현
- 양택호
- 김세준
- 김형명
- 김민희
- 나서경
- 구본진
- 이선영

### 특별출연
- 백현주